# Grand Theft Auto (trò chơi điện tử)
Grand Theft Auto là một trò chơi điện tử hành động phiêu lưu do DMA Design phát triển và BMG Interactive phát hành. Đây là tựa đầu tiên của loạt Grand Theft Auto và phát hành vào tháng 11 năm 1997 cho MS-DOS và Microsoft Windows, tháng 12 năm 1997 cho PlayStation và tháng 10 năm 1999 cho Game Boy Color. Cốt truyện game theo chân một tên tội phạm đang cố gắng leo lên địa vị cao hơn trong thế giới tội phạm ngầm qua ba thành phố hư cấu, lấy cảm hứng từ các địa điểm trong đời thực. Trò chơi đi theo góc nhìn từ trên xuống và diễn ra trong môi trường thế giới mở, trong đó người chơi không bắt buộc phải thực hiện các nhiệm vụ, mặc dù chúng vẫn cần thiết để tiến bộ qua các màn chơi.
Grand Theft Auto ban đầu được phát triển dưới dạng trò chơi có tựa đề Race 'n' Chase, người chơi điều khiển một sĩ quan cảnh sát truy đuổi tội phạm. Tuy nhiên, game bị coi là buồn tẻ và khái niệm nhập vai một tên tội phạm đã được chấp nhận. Nhóm phát triển đã làm việc cật lực để đảm bảo người chơi sẽ có quyền chơi tự do chơi theo cách họ muốn. Grand Theft Auto đã gây ra rất nhiều tranh cãi ngay cả trước khi ra mắt do nội dung bạo lực, với các cuộc thảo luận diễn ra trong House of Lords về việc cấm bán. Chiến dịch tiếp thị của trò chơi, do nhà báo Max Clifford tổ chức, đã khai thác sự tranh cãi gây xôn xao này dưới dạng quảng cáo miễn phí.
Grand Theft Auto đã vấp phải nhiều ý kiến trái chiều khi phát hành, nhưng là một thành công về mặt thương mại. Trong khi đồ họa và điều khiển bị chỉ trích, giá trị giải trí, thiết kế âm thanh và sự tự do trong lối chơi được ca ngợi. Hai bản mở rộng diễn ra vào thập niên 1960 ở Anh, Grand Theft Auto: London 1969 và  Grand Theft Auto: London 1961, ra mắt năm 1999. Sự thành công của Grand Theft Auto đã tạo ra một loạt các trò chơi được xây dựng dựa trên lối chơi và chủ đề của bản gốc; dòng Grand Theft Auto kể từ đó đã trở thành một trong những loạt nổi tiếng và loạt trò chơi điện tử bán chạy nhất mọi thời đại. Phần tiếp theo đầu tiên của loạt là Grand Theft Auto 2 phát hành vào tháng 10 năm 1999.

## Lối chơi

Hình chụp cảnh chơi trong game, thể hiện góc nhìn từ trên xuống của Liberty City

Grand Theft Auto được tạo thành bởi sáu màn chơi phân chia giữa ba thành phố chính. Ở mỗi màn, mục tiêu cuối cùng của người chơi là đạt được một số điểm mục tiêu, thường đạt được bằng cách thực hiện nhiệm vụ cho các tổ chức tội phạm địa phương của thành phố. Mỗi màn được bắt đầu tại một hộp điện thoại và có hàng đống nhiệm vụ độc đáo của riêng mình. Hoàn thành nhiệm vụ người chơi sẽ được thưởng điểm và mở ra cơ hội thử thách các nhiệm vụ khó khăn hơn cho phần thưởng cao hơn, trong khi thất bại sẽ nhận được ít điểm hơn và có thể để mất cơ hội cho nhiều công việc hơn. Hoàn thành nhiệm vụ cũng làm tăng "hệ số", của người chơi, làm tăng điểm người chơi được cho làm nhiệm vụ khác. Khi người chơi tích lũy được tổng cộng 1,000,000 USD, thành phố kế tiếp sẽ được mở khóa.
Có 8 nhân vật chính mà người chơi điều khiển được trong game, 4 nam và 4 nữ: Travis, Troy, Bubba, Kivlov, Ulrika, Katie, Divine, và Mikki (bản PlayStation chỉ gồm 4 nhân vật nam). Trong game không có sự khác biệt thực sự, vì tất cả các nhân vật của người chơi đều mặc áo khoác màu vàng giống nhau, dù họ mặc những chiếc quần màu khác và màu tóc y hệt và có màu da phù hợp cho từng người. Người chơi cũng có thể đặt tên nhân vật của mình với những cái tên chính xác, hoạt động như một cheat code và làm thay đổi lối chơi trong game.
Người chơi được tự do làm bất cứ điều gì mình thích tuy có giới hạn số mạng. Người chơi có thể đạt được điểm bằng cách giết chóc và phá hoại giữa dòng xe cộ đang luu thông trong thành phố, hoặc ăn cắp và bán xe kiếm tiền. Để có được số tiền mục tiêu lớn cần phải hoàn thành một màn chơi, người chơi thường sẽ hoàn thành ít nhất một số nhiệm vụ để xây dựng multiplier của mình. Một số hành vi phạm tội có hệ số cố hữu; ví dụ, sử dụng một chiếc xe cảnh sát cán người đi đường làm tăng gấp đôi số lượng điểm nhận được. Nếu người chơi bị bắt thì hệ số sẽ giảm một nửa. Không giống như các phiên bản sau này trong dòng game, người chơi có thể bị giết, hoặc bị "bắt", chỉ bằng một cú đánh mà không có giáp bảo vệ. Nếu người chơi bị bắt thì sẽ đánh mất một mạng. Trong cả hai trường hợp người chơi mất hết trang bị hiện tại. Nếu người chơi bị bắt giữ quá nhiều lần thì buộc phải khởi động lại màn chơi đó.
Ngay cả trong các nhiệm vụ vẫn còn một số tự do như hầu hết thời gian mà người chơi được tự do lựa chọn con đường để đi, nhưng đích đến thường là cố định. Chính mức độ tự do này đã đặt Grand Theft Auto ra khỏi các game vi tính khác thuộc thể loại hành động vào thời đó. Phiên bản PC của trò chơi đã cho phép lối chơi nối mạng nhiều người chơi bằng cách sử dụng giao thức IPX. Một số địa điểm trong trò chơi phải được mở khóa bằng cách hoàn thành các nhiệm vụ nhất định.

## Sơ lược cốt truyện
Grand Theft Auto diễn ra vào năm 1997 với ba bối cảnh chính, tất cả đều được mô phỏng dựa theo các địa điểm ngoài đời thực: Liberty City dựa trên Thành phố New York, Vice City dựa trên Miami, và San Andreas thì dựa trên San Francisco. Cả ba thành phố này đều phải chịu đựng tội ác và tham nhũng tràn lan, với mối thù truyền kiếp giữa các tổ chức tội phạm địa phương, các hành vi bạo lực ngẫu nhiên từ các băng đảng đường phố, các vụ trộm cắp và giết người, và các sĩ quan cảnh sát và quan chức thành phố đồi bại.
Trong khi Grand Theft Auto: London, 1969, Grand Theft Auto: London, 1961 và Grand Theft Auto 2 sử dụng các địa điểm khác nhau, cả ba thành phố này đều được viếng thăm lại một cách riêng rẽ như những bối cảnh trong các phiên bản Grand Theft Auto sau này, với các cách bố trí khác nhau - ví dụ như Liberty City là thành phố duy nhất trong Grand Theft Auto III, Grand Theft Auto Advance, Grand Theft Auto: Liberty City Stories và Grand Theft Auto IV, Vice City là thành phố trong Grand Theft Auto: Vice City và Grand Theft Auto: Vice City Stories, và San Andreas, trở thành một tiểu bang dựa trên các khu vực ở California và Nevada, trở thành bối cảnh chính trong Grand Theft Auto: San Andreas và Grand Theft Auto V.

## Phát triển

Mô hình thử nghiệm trên Race'n'Chase, tên gọi nguyên thủy của Grand Theft Auto.

Quá trình phát triển Grand Theft Auto được bắt đầu vào ngày 4 tháng 4 năm 1995 tại DMA Design ở Dundee. Ban đầu quá trình này kéo dài tới bốn năm, bao gồm thay đổi tiêu đề và nhiều nỗ lực để ngăn chặn sự phát triển.
Tựa game này lúc đầu có tên gọi Race'n'Chase. Ban đầu game dự kiến sẽ phát hành trên MS-DOS, Windows 95, PlayStation, Sega Saturn và Nintendo 64. Tuy nhiên, nó đã không bao giờ được phát hành cho hai hệ máy console sau cùng. Trong quá trình phát triển Grand Theft Auto, nhiều người đang giám sát tiến độ của trò chơi đã cố gắng ngăn chặn sự phát triển, khiến nhóm phát triển DMA Design phải ra sức thuyết phục họ để cho công việc được thuận buồm xuôi gió.
Đây là những mốc thời gian cụ thể được lên kế hoạch dành cho Grand Theft Auto nhưng nó lại không theo đúng tiến độ đề ra:
- Bắt đầu phát triển: ngày 4 tháng 4 năm 1995
- Hoàn chỉnh thiết kế trò chơi: ngày 31 tháng 5 năm 1995
- Engine: ngày 3 tháng 7 năm 1995
- Hình ảnh và cảm nhận: ngày 2 tháng 10 năm 1995
- Lần chơi đầu tiên: ngày 3 tháng 1 năm 1996
- Alpha: ngày 1 tháng 4 năm 1996
- Kết thúc sản xuất: ngày 1 tháng 7 năm 1996

Một tài liệu thiết kế ban đầu đề ngày 22 tháng 3 năm 1995, đã được Mike Dailly đăng tải trực tuyến vào ngày 22 tháng 3 năm 2011. Tác giả của tập tài liệu này theo như ghi nhận trong danh sách nhóm làm game là K.R. Hamilton, và phiên bản phát hành là 1.05. Nó chứa thông tin về các yếu tố của trò chơi được thảo luận trong các cuộc họp khác nhau được tổ chức từ ngày 23 tháng 1 năm 1995 đến văn bản của tài liệu này cũng có nhiều điểm tương đồng với tựa game Miami Vice năm 1986 trên Commodore 64. Theo tài liệu thiết kế ban đầu, phần giới thiệu về Grand Theft Auto là một hình ảnh động được kết xuất/dựng trước. Phiên bản Windows 95 được phát triển bằng cách sử dụng Visual C++ v2.0. Phiên bản DOS được phát triển bằng cách sử dụng Watcom C/C++ v10, Microsoft MASM 6.1 và Rational Systems DOS extender (DOS4GW) v 1.97. Chương trình được sử dụng để làm thành game Grand Theft Auto được cho là tạo ra "một mảng 3D có thể được sử dụng bởi cả engine phối cảnh và dạng 2D". Nó được cho là bao gồm "một trình soạn thảo lưới được sử dụng để đặt khối vật thể trên một lưới, với một lưới [riêng] cho mỗi màn chơi", và "cho phép bất kỳ khối vật thể nào được đặt ở bất kỳ màn nào". Người ta nói rằng thế giới có thể phải là những khối vật thể 256×256×6.
David Jones, nhà sản xuất của trò chơi, đã trích dẫn Pac-Man như một ảnh hưởng. Ông lưu ý rằng người chơi chạy qua người đi bộ và bị cảnh sát truy đuổi theo cách tương tự như Pac-Man. Gary Penn, giám đốc sáng tạo của DMA vào thời điểm đó, đã coi trò Elite có ảnh hưởng lớn lao, "Nhưng tôi đã tham gia quá trình làm game trên Frontier, điều này rất khác biệt và chắc chắn có những người khác trong nhóm làm những thứ như Syndicate, Mercenary và Elite rất nhiều trong tâm trí của họ nữa. Sự kết hợp vững chắc đã dẫn đến cấu trúc kế hoạch mở mang nhiều hơn bây giờ. Trò chơi vẫn y nguyên như hiện nay về cơ bản là một Elite trong một thành phố, nhưng mà không có cùng một ý nghĩa về công việc. Bạn tiếp nhận các công việc theo một cách hơi khác, nhưng lại rất giống về mặt cấu trúc. Nó chỉ là một môi trường thực tế có thể chấp nhận được. Trò chơi theo kiểu cảnh sát và kẻ cướp và sau đó phát triển khá nhanh -- không ai muốn làm cảnh sát, thật là vui khi được làm kẻ xấu. Và sau đó phát triển thành Grand Theft Auto".

### Chuyển thể
Bản gốc Grand Theft Auto được phát triển cho MS-DOS, nhưng sau đó đã chuyển sang Microsoft Windows (sử dụng SciTech MGL), PlayStation (phát triển bởi Visual Sciences bằng cách sử dụng framework "ViSOS" của hãng này), và Game Boy Color. Phiên bản Game Boy Color đã được thực hiện nguyên vẹn về mặt công nghệ, một thành tựu về kỹ thuật, do kích thước trọn vẹn của các thành phố, đã được chuyển đổi đến từng chi tiết một từ bản gốc của PC, làm cho chúng lớn hơn nhiều lần so với hầu hết các thế giới game của Game Boy Color bởi vì phần cứng hạn chế của hệ máy cầm tay. Tuy nhiên, để phục vụ cho thế hệ trẻ đích thực, trò chơi đã bị kiểm duyệt rất nhiều, với cảnh đổ máu và chửi thề bị loại bỏ.
Phiên bản PC có trong một số điểm khác biệt dành cho DOS và MS-Windows, sử dụng một tập hợp các tập tin dữ liệu (ngoại trừ phiên bản DOS màu 8-bit cách sử dụng khác nhau nhưng lại có đồ họa tương tự). Trước đó, nó đã được tải xuống miễn phí dưới dạng một phần của Rockstar Classics (cùng với Wild Metal và Grand Theft Auto 2), thế nhưng dịch vụ tải xuống miễn phí hiện không khả dụng.
Grand Theft Auto sẽ được phát hành trên Sega Saturn, nhưng do sự suy giảm nhanh chóng mức độ phổ biến của hệ máy console này trước khi quá trình phát triển kết thúc, dự án đã bị dừng lại và trò chơi chưa bao giờ được phát hành. Sau lần phát hành thành công của bản PlayStation, quá trình phát triển được bắt đầu bằng bản Grand Theft Auto 64, phiên bản chuyển thể của tựa game này trên hệ máy Nintendo 64, mà giới game thủ đồn đại rằng có phần đồ hoạ cải tiến và thêm vào những nhiệm vụ mới. Tuy nhiên, việc phát triển đã bị hủy bỏ mà không bao giờ được ra mắt công khai.

### Hình bìa
Hình bìa cho Grand Theft Auto là bức ảnh của Sở Cảnh sát Thành phố New York chụp vào thập niên 1980 cảnh Plymouth Gran Fury chạy qua ngã tư Đại lộ thứ 5 và đường số 56, với tòa tháp Trump Tower nằm ở phía sau tấm ảnh. Hình bìa tương tự như vậy còn là hình bìa thay thế trong Grand Theft Auto 2 tại các thị trường chọn lọc.
Cũng có một tấm hình bìa có mặt chiếc Buick GSX màu vàng. Có những hình bìa khác, nhưng cái được trình bày ở trên là phổ biến nhất.

## Soundtrack
Grand Theft Auto có tới bảy "đài phát thanh", cộng với một bài nhạc cảnh sát khi người chơi bước chân vào xe cảnh sát; thế nhưng mỗi chiếc xe chỉ có thể nhận được một số lượng các đài phát thanh hạn chế. Trong bản PlayStation mỗi chiếc xe chỉ có hai đài mà thôi. Người chơi PC có thể tháo đĩa CD ra khi trò chơi đang nạp game và thay thế bằng một đĩa CD âm thanh. Lần tiếp theo khi nhân vật lái xe, một bài hát từ CD sẽ được phát ngẫu nhiên. Điều này cũng có thể được thực hiện trong bản PlayStation.
Bài nhạc chủ đề chính trong game là "Gangster Friday" của Craig Conner, theo danh sách nhóm làm game là của ban nhạc hư cấu Slumpussy, và được phát trên kênh N-CT FM. Ngoại trừ kênh Head Radio FM, tên của bài hát hoặc tên đài phát thanh không bao giờ được đề cập trong trò chơi. Tuy vậy, bản soundtrack được liệt kê trong cuốn sách nhỏ kèm theo game. Phiên bản Collector's Edition của PC bao gồm soundtrack trên một đĩa CD riêng biệt. Danh sách bài hát cung cấp tên của các đài phát thanh hư cấu, nhóm nhạc và bài hát của họ, và một số trong số có ghi rõ gốc gác từ những album hư cấu nào.

## Đón nhận
Grand Theft Auto là tựa game bán chạy nhất tại Anh. Trò chơi đạt được thành công về mặt thương mại, mặc dù nó đã nhận được những đánh giá trái chiều sau khi phát hành.
Bài đánh giá năm 1998 của GameSpot viết về Grand Theft Auto có nói rằng, dù đồ họa trông có "hơi thô sơ", âm nhạc và hiệu ứng âm thanh thì ngược lại, sự ca ngợi dành cho các đài phát thanh và các hiệu ứng âm thanh được sử dụng để mở và đóng xe. Họ cũng ca ngợi sự tự do của trò chơi, tỏ ra vượt trội hơn so với các game khác khiến bạn phải tuân theo hàng loạt quy tắc cụ thể và hoàn thành các nhiệm vụ cụ thể theo một trật tự cụ thể.
IGN đã chỉ trích về phần đồ hoạ được cho là "thực sự khá tồi" và lỗi thời. Họ cũng không bị ấn tượng bởi "lập trình cẩu thả và thiết kế bất cẩn", bao gồm cả phần điều khiển. Nói chung trò chơi được coi là vui nhộn nhưng với những vấn đề lẽ ra đã được khắc phục.